# Sanctuary Records
La Sanctuary Records è la più grande etichetta discografica indipendente del Regno Unito e una delle più importanti di tutto il mondo. Essa è suddivisa in molte filiali tra cui la Metal-Is Records.
L'etichetta è stata fondata nel 1976 da Rod Smallwood e Andy Taylor, e tra i primi gruppi annoverano, nel 1979, la heavy metal band Iron Maiden, dei quali erano i manager. Il nome deriva proprio da una loro canzone chiamata "Sanctuary".
Cessa di esistere come etichetta indipendente nel 2007 quando la Universal Music Group ne acquisisce il catalogo assieme alle sue etichette collegate come per esempio la Noise Records. Un successivo passaggio a metà anni 2010 trasferisce il catalogo alla BMG.